# Episodi de La duchessa di Duke Street (prima stagione)
La prima stagione della serie televisiva La duchessa di Duke Street è stata trasmessa in anteprima nel Regno Unito dalla BBC tra il 4 settembre 1976 e l'11 dicembre 1976.
| nº | Titolo originale         | Titolo italiano | Prima TV UK       | Prima TV Italia |
| -- | ------------------------ | --------------- | ----------------- | --------------- |
| 1  | A Present Sovereign      |                 | 4 settembre 1976  |                 |
| 2  | Honour and Obey          |                 | 11 settembre 1976 |                 |
| 3  | A Nice Class of Premises |                 | 18 settembre 1976 |                 |
| 4  | The Bargain              |                 | 25 settembre 1976 |                 |
| 5  | A Bed of Roses           |                 | 2 ottobre 1976    |                 |
| 6  | For Love or Money        |                 | 9 ottobre 1976    |                 |
| 7  | A Lady of Virtue         |                 | 16 ottobre 1976   |                 |
| 8  | Trouble and Strife       |                 | 23 ottobre 1976   |                 |
| 9  | The Outsiders            |                 | 30 ottobre 1976   |                 |
| 10 | Lottie's Boy             |                 | 6 novembre 1976   |                 |
| 11 | No Letters, No Lawyers   |                 | 13 novembre 1976  |                 |
| 12 | A Matter of Honour       |                 | 20 novembre 1976  |                 |
| 13 | One Night's Grace        |                 | 27 novembre 1976  |                 |
| 14 | Plain Sailing            |                 | 4 dicembre 1976   |                 |
| 15 | A Test of Love           |                 | 11 dicembre 1976  |                 |